# Grüner Wohlstandsbericht
Mit dem Grünen Wohlstandsbericht der Bundestagsfraktion von Bündnis 90/Die Grünen wird ein System von acht Messgrößen vorgelegt, mit dem der Jahreswirtschaftsbericht ergänzt werden soll. Das Werk ist erstmals im Jahr 2016 erschienen und soll jährlich die Wirkung der politischen Arbeit der Bundesregierung bewertbar machen. Es wird auch der politische Begriff Jahreswohlstandsbericht verwendet.

## Historie
Die Enquete-Kommission Wachstum, Wohlstand, Lebensqualität hat in ihrem Abschlussbericht im Jahr 2013 eine neue Wohlstandsmessung vorgeschlagen, die den Jahreswirtschaftsbericht ergänzen sollte. Die Bundesregierung will die Ergebnisse dieser Enquete-Kommission im Rahmen der Regierungsstrategie „Gut leben in Deutschland“ abschließend bewerten und bis Mitte 2016 ein neues Indikatoren-System zur Messung der Lebensqualität vorlegen. Die Bundestagsfraktion von Bündnis 90/Die Grünen hat nach ihrer Kleinen Anfrage im Bundestag und einer Machbarkeits-Prüfung einen eigenen Vorschlag für eine Wohlstandsmessung vorgelegt, der den Vorschlag der Enquete-Kommission aufnimmt. Auf die Autoren des Grünen Wohlstandsberichts, Hans Diefenbacher und Roland Zieschank geht auch der Vorschlag zu einem  Nationalen Wohlfahrtsindex zurück. Parallel zu den Grünen hat der Think-Tank Denkwerk Demokratie seinen Vorschlag eines Magischen Vierecks aus dem Jahr 2013 aktualisiert. 
In der Schweiz wurde bereits im Jahr 2014 ein Indikatorensystem Wohlfahrtsmessung eingeführt, das sich in der Zielrichtung mit dem Grünen Wohlstandsberichts in weiten Teilen deckt.

## Indikatoren
Jeder der acht Indikatoren wird neben einer ausführlichen Beschreibung in einer Zeitreihe dargestellt. Zusätzlich wird der momentane Status durch eine Ampel gekennzeichnet und die tendenzielle Entwicklung durch einen Pfeil symbolisiert. Alle acht Indikatoren werden dann noch in einem „Cockpit“ zusammengefasst.
Zu jeder der Kennzahlen werden zudem Empfehlungen gegeben.

### 1 Ökologischer Fußabdruck
| Der Ökologischer Fußabdruck wird ins Verhältnis gesetzt zur Bio-Kapazität. |

### 2 Artenvielfalt und Landschaftsqualität
| Den Indikator Artenvielfalt und Landschaftsqualität charakterisieren die Autoren als „High-End“-Index, denn „letztlich machen sich beinahe alle menschlichen Aktivitäten im Bereich der Biodiversität bemerkbar“. |

### 3 Einkommensverteilung
| Es wird eine S 80 : S 20 Relation der Einkommensverteilung gemessen, das heißt, das Gesamt-Einkommen der reichsten 20 % der Bevölkerung wird ins Verhältnis zum Gesamt-Einkommen der 20 % der ärmsten Bevölkerung gesetzt. |

### 4 Bildung
| Gemessen werden die Bildungsabschlüsse der Bevölkerung im Alter von 30–35 Jahren. Die Alterseinschränkung wurde gewählt, da mit 30–35 Jahren der Bildungsweg weitgehend abgeschlossen ist. |

### 5 Nationaler Wohlfahrtsindex
| Der Nationale Wohlfahrtsindex, den die beiden Autoren der Studie bereits seit vielen Jahren veröffentlichen, wird informationshalber auch dem Bruttoinlandsprodukt (BIP) gegenübergestellt. |

### 6 Umweltschutzgüter
| Gemessen wird der Anteil der potentiellen Umweltschutzgüter an den Exporten. Umweltschutzgüter sind Produkte, wie Windräder oder Fotovoltaik-Anlagen, die in der Regel (deshalb „potentiell“) so eingesetzt werden, dass sie eine positive Wirkung auf die Umwelt haben. Mit der Messung des Exports soll gleichzeitig die ökonomische Leistungsfähigkeit der Volkswirtschaft in diesem Zukunftsmarkt gemessen werden. |

### 7 Lebenszufriedenheit
| Gemessen wird die mittlere Lebenszufriedenheit auf Basis von Umfragen, die über das Deutsche Institut für Wirtschaftsforschung (DIW) zur Verfügung stehen. Die Einstellung der Autoren zu dieser Kennzahl ist ambivalent. Auf der einen Seite wird sie als wichtig angesehen, um darauf hinzuweisen, dass traditionelles ökonomisches Wachstum ab einem bestimmten Einkommensniveau nicht mehr zur Erhöhung des persönlichen Wohlbefindens beiträgt (siehe Easterlin Paradox). Auf der anderen Seite speist sich das persönliche Wohlbefinden aus ganz unterschiedlichen Quellen und kann deshalb nicht als Maßstab für die Messung der Qualität des politischen Handelns einer Regierung herangezogen werden. Aber eigentlich soll ja genau das mit dem Wohlstandsbericht gemessen werden. |

### 8 Qualität der Governance
| Governance wird definiert als „... die Traditionen und die Institutionen, mit denen die Regierung und die Behörden eines Landes ausgestattet sind. Dies beinhaltet: (a) den [demokratischen] Prozess, wie Regierungen gewählt, kontrolliert und ausgetauscht werden, (b) die Fähigkeit der Regierung eine vernünftige Politik zu formulieren und umzusetzen und (c) das Vertrauen der Bürger und des Staates in die Institutionen, die das ökonomische und soziale Miteinander gestalten.“ |

## Zusammenfassung
Die Studie  kommentiert: „Deutschland trägt erheblich dazu bei, dass die zukünftige Einhaltung der planetaren ökologischen Grenzen in Gefahr ist.“ Außerdem sieht sie politisches Handlungspotential „im Bereich wirtschaftlicher Innovation und des Exports von Umweltschutzgütern.“„Besonders stark, auch im internationalen Vergleich“ hat die Ungleichverteilung der Einkommen in Deutschland zugenommen. Die übrigen Indikatoren schneiden teilweise deutlich besser ab und attestieren das hohe deutsche Niveau.:S. 39f.